# Baja California
Baja California (phát âm tiếng Tây Ban Nha: [ˈbaxa kaliˈfoɾnja] ⓘ), (Hạ California), tên chính thức Bang Tự do và có Chủ quyền Baja California (tiếng Tây Ban Nha: Estado Libre y Soberano de Baja California), là một bang của México. Đây là thực thể liên bang cực bắc và cực tây của México. Trước khi trở thành bang năm 1952, khu vực này mang tên Lãnh thổ Bắc của Baja California (El Territorio Norte de Baja California). Nó có diện tích 70.113 km2 (27.071 dặm vuông Anh) (tức 3,57% diện tích đất liền México), gồm nửa bắc bán đảo Baja California, đoạn phía bắc vĩ tuyến 28, cộng với đảo Guadalupe. Bang giáp với Thái Bình Dương về phía tây, với Sonora, tiểu bang Hoa Kỳ Arizona, và vịnh California (còn gọi là "biển Cortez") về phía đông, với Baja California Sur về phía nam, và với California về phía bắc.
Ước tính bang có dân số khoảng 3.315.766 người (2015) đông hơn hẳn bang Baja California Sur thưa thớt dân cư, và xêm xêm với dân số của quận San Diego, California phía bắc. Hơn 75% dân cư sống ở ba thành phố Mexicali (thủ phủ), Ensenada, và Tijuana. Những thành phố quan trọng khác gồm San Felipe, Rosarito và Tecate. Đa phần dân cư là Mestizo, chủ yếu di cư đến từ những vùng khác tại México, và như hầu hết bang miền bắc México, có một bộ phận người México da trắng gốc Tây Ban Nha. Ngoài ra, còn có những cộng đồng người Đông Á, Trung Đông và bản địa. Thêm vào đó, có một bộ phận người nhập cư từ Mỹ, do sự lân cận với San Diego và chi phí sinh hoạt thấp hơn ở San Diego.
Baja California là bang rộng thứ mười hai của México. Nơi đây có cả rừng, biển, hoang mạc. Xương sống của bang là Sierra de Baja California, nơi có Picacho del Diablo, đỉnh núi cao nhất toàn bán đảo. Dãy núi này đóng vai trò quyết định khí hậu bang. Ở miền tây bắc, khí hậu bán khô hạn, mang hơi hướng Địa Trung Hải. Ở mạn trung, khí hậu ẩm ướt hơn nhờ độ cao; nơi đây có một số thung lũng, như Valle de Guadalupe, là vùng làm rượu vang lớn của México. Mé đông dãy núi, hoang mạc Sonora trải rộng. Về phương nam, khí hậu khô, hoang mạc Vizcaíno mon men. Ngoài khơi có nhiều đảo nhỏ. Điểm cực tây México, đảo Guadalupe, cũng thuộc địa phận Baja California. Coronado, Todos Santos và Cedros nằm về mặt Thái Bình Dương. Trong vịnh California, đảo rộng hơn cả là Ángel de la Guarda, tách biệt khỏi bán đảo bởi eo biển hẹp, sâu Canal de Ballenas.